# Bitwa pod Sacile
Bitwa pod Sacile – starcie zbrojne, które miało miejsce 16 kwietnia 1809 roku na terytorium dawnej republiki weneckiej, a wzięły w niej udział 40-tysięczna armia Cesarstwa Austriackiego pod dowództwem arcyksięcia Jana Austriackiego i 36-tysięczny korpus francusko-włoski dowodzony przez Eugeniusza de Beauharnais, wicekróla Włoch.

## Podłoże
Austria wypowiedziała Francji wojnę 9 kwietnia 1809 roku. Arcyksiążę Jan przekroczył granicę z Włochami, chcąc zmusić siły francuskie do wycofania się za rzekę Tagliamento. Jednakże książę Eugeniusz, przewidując manewry armii austriackiej, już wcześniej rozmieścił swe siły w obszarze przygranicznym regionu Friuli-Wenecja Julijska. Szczególną rolę w jego korpusie odgrywała 3. dywizja generała Paula Greniera, która zajęła pozycje w miasteczku Sacile. Eugeniusz zorganizował obronę miasta przygotowując się do kontrataku z flanki.

## Starcie
Austriacy przybyli pod Sacile 16 kwietnia, bowiem ich marsz opóźniały niewielkie potyczki z oddziałami francusko-włoskimi w okolicach miejscowości Pordenone i Ospedaletto. Główne boje toczyły się od wczesnego rana do południa w okolicy nowo wzniesionych mostów nad rzeką, której to pozycji bronił z poświęceniem generał Broussier. Jednak w momencie, gdy nastąpił atak austriacki ze skrzydła, czym arcyksiążę wyprzedził Eugeniusza, ten ostatni musiał się wycofać poświęcając dywizję broniącą mostów. Francuzi wycofali się za rzekę Piawa, gdzie obie armie miały się wkrótce spotkać ponownie.